# Acaulimalva sulphurea
Acaulimalva sulphurea är en malvaväxtart som beskrevs av Krapovickas. Acaulimalva sulphurea ingår i släktet Acaulimalva och familjen malvaväxter. Inga underarter finns listade i Catalogue of Life.